# Clupeosoma schausalis
Clupeosoma schausalis là một loài bướm đêm trong họ Crambidae.